# 増谷英樹
増谷 英樹（ますたに ひでき、1942年 - 2024年11月）は、日本の歴史学者。東京外国語大学名誉教授。専攻は、オーストリア／ドイツ近代史、ユダヤ史、ウィーン都市史。日本におけるオーストリア研究の第一人者である。

## 略歴
東京都生まれ。1966年東京大学文学部西洋史学科卒、同大学院人文科学研究科博士課程中退。旧・東京都立大学講師を経て、東京外国語大学助教授、同教授。2005年に定年退職、名誉教授となる。獨協大学外国語学部特任教授。2002年～2004年歴史学研究会委員長。

## 著書

### 単著
- 『ビラの中の革命：ウィーン・1848年』東京大学出版会〈新しい世界史〉、1987年。ISBN 978-4-13-025067-2。
- 『歴史のなかのウィーン：都市とユダヤと女たち』日本エディタースクール出版部、1993年。ISBN 978-4-88888-207-1。
- 『図説 ウィーンの歴史』河出書房新社〈ふくろうの本〉、2016年。ISBN 978-4-309-76245-6。

### 共著
- 増谷英樹、古田善文『図説 オーストリアの歴史』河出書房新社〈ふくろうの本〉、2011年。ISBN 978-4-309-76175-6。
  - 『図説　オーストリアの歴史』増補改訂版、河出書房新社〈ふくろうの本〉、2023年。ISBN　978-4-309-76325-5
- 増谷英樹、富永智津子、清水透『オルタナティヴの歴史学』有志舎〈21世紀歴史学の創造〉、2013年。ISBN 978-4-903426-72-3。

### 編集
- 『ウィーン都市地図集成（= Die Historischen Stadtpläne von Wien vom 15. bis 19. Jh.）』柏書房、1999年。ISBN 978-4-7601-1704-8。
- 『移民・難民・外国人労働者と多文化共生：日本とドイツ／歴史と現状』有志舎、2009年。ISBN 978-4-903426-23-5。

### 共編著
- 伊藤定良共 編『越境する文化と国民統合』東京大学出版会、1998年。ISBN 978-4-13-021063-8。

### 翻訳
- エルニ・カルツォヴィッチュ 著、小沢弘明共 訳『橋 ユダヤ混血少年の東部戦線』平凡社〈20世紀メモリアル〉、1990年。
- ヘルバート・シュタイナー『1848年ウィーンのマルクス』未來社、1998年。
- ヴォルフガング・ヴィッパーマン『ドイツ戦争責任論争：ドイツ「再」統一とナチズムの「過去」』訳者代表、未來社、1999年。ISBN 978-4-624-11175-5。
- ヘルムート・ラインアルター『フリーメイソンの歴史と思想：「陰謀論」批判の本格的研究』上村敏郎共訳・解説、三和書籍、2016年。ISBN 978-4-86251-195-9。
- クラウス・Ｊ・バーデ編『移民のヨーロッパ史：ドイツ・オーストリア・スイス』監訳代表、東京外国語大学出版会、2021年。ISBN 978-4-904575-90-1。